# Kościół św. Apostołów Piotra i Pawła w Lembargu
Kościół świętych Apostołów Piotra i Pawła w Lembargu – rzymskokatolicki kościół parafialny należący do parafii pod tym samym wezwaniem (dekanat Jabłonowo Pomorskie diecezji toruńskiej).
Świątynia została wzniesiona zapewne w 2 ćwierci XIV wieku, natomiast pierwsze wzmianki o niej znajdziemy dopiero w latach 1402–1416. W roku 1445 parafia została wymieniona w planowanym synodzie laickim diecezji chełmińskiej. Od średniowiecza nosi to samo wezwanie. Świątynia została zniszczona podczas wielkiej wojny z Zakonem oraz być może powtórnie w czasie wojny trzynastoletniej. W 1507 roku kościół został ponownie konsekrowany przez biskupa Mikołaja Chrapickiego. Świątynia była remontowana w latach ok. 1700, 1845, 1888, 1891 i 1961, 1982–1996. Obecnie parafia należy do dekanatu jabłonowskiego w diecezji toruńskiej.
Budowla jest orientowana, salowa, na planie prostokąta, bez wyraźnie wyodrębnionego prezbiterium, z prostokątną zakrystią na osi od strony wschodniej oraz kruchtą i kaplicą od strony północnej, od strony zachodniej z ośmiokątną wieżą ze szkarpami w narożnikach. Do wschodniej ściany prezbiterium zwieńczonego trójkątnym szczytem, rozczłonkowanym skośnie umieszczonymi filarkami i sterczynami, dobudowana jest zakrystia z kruchtą ze szczytem schodkowym (z ostrołukowymi blendami i sterczynami). Nad zakrystią jest umieszczony trzyspadowy dach. Ściana północna korpusu charakteryzuje się czterema otworami okiennymi, natomiast południowa pięcioma. Osiowość ścian podłużnych korpusu została zaburzona przez nieregularne usytuowanie okien. Od strony północno-wschodniej do korpusu jest dobudowana kaplica na planie prostokąta i niska kruchta. Do kruchty i korpusu prowadzą uskokowe ostrołuczne portale. Korpus i prezbiterium nakrywa wspólny dwuspadowy dach. Wieża charakteryzuje się wyraźnie wyodrębnionymi przez gzymsy kordonowe czterema kondygnacjami, ujęta jest w narożnikach w wielouskokowe przypory zwieńczone sterczynami i nakrywa ją dach namiotowy. W przyziemiu wieży jest umieszczona prostokątna kruchta, do której prowadzi ostrołukowy uskokowy portal z cegły profilowanej. Ostrołukowy portal prowadzi również do korpusu świątyni. Salowe wnętrze budowli zamykają malowane kolebki drewniane o zbliżonym promieniu. Kolebki oddzielone są od siebie łukiem tęczowym.